# 나그함마디

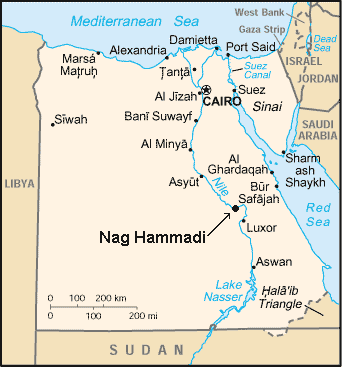
이집트의 나그함마디

나그함마디(영어: Nag Hammadi, 아랍어: نجع حمادي) 혹은 나지함마디는 이집트 중부 룩소르 북쪽으로 80킬로 정도 떨어져있는 인구 3만의 도시이다. 고전 고대에는 케노보스키온(그리스어: Χηνοβόσκιον)으로 불렸다. 나그함마디는 대부분이 소작농 지역으로 설탕과 알루미늄 등이 생산된다.

## 나그함마디 문서
나그함마디는 1945년 12월에 단지에 밀봉되어 있던 가죽 장정 파피루스 코덱스 13권이 지역 농민에 의해 발견된 장소로 가장 잘 알려져 있다. 이들 코덱스는 대부분 영지주의 관련 문헌들을 담고 있으며, 영지주의적 금서를 소유하는 것이 이단으로 공격받던 상황에서 파코미우스 수도원 가까이의 수도사에 의해 숨겨진 것으로 여겨진다.
문서의 내용은 콥트어로 쓰여 있으나, 모두 본래 그리스어로 작성된 문헌을 번역한 것으로 판단된다. 가장 유명한 문헌으로는 도마 복음서가 있는데, 이것은 나그함마디 코덱스에 담긴 문헌 중에서 유일하게 완전한 필사본이다.

## 같이 보기
- 나그함마디 문서